# Percy Montgomery
Percival Colin Montgomery (* 15. března 1974, Walvis Bay) je bývalý jihoafrický ragbista, který hrál jako útoková spojka a zadák. Na MS 2007 si připsal nejvíce bodů (105) a pomohl Jihoafrické republice vyhrát tento světový šampionát. Se svou zemí vyhrál v letech 1998 a 2004 Tri Nations a na MS 1999 skončili třetí. Za svou zemi si v letech 1997 až 2008 připsal v 102 zápasech 893 bodů a je stále hráčem, co si za JAR připsal nejvíce bodů v historii. Jako první Jihoafričan si připsal za svou reprezentaci 100 zápasů.
S klubem Stormers vyhrál třikrát jihoafrickou ligu (1997, 2000, 2001). Po konci kariéry se věnuje své charitě podporující talentované a zároveň chudé dětí a dospívající v hraní ragby. V roce 2008 byl oceněn jihoafrickým civilním řádem Ikhamanga.

## Klubová kariéra[5]
- 1996 – 2002 Stormers
- 2003/04 – 2004/05 Newport Gwent Dragons
- 2005/06 – 2007 Sharks
- 2007/08 USA Perpignan
- 2009 Stormers